# Richard Pitterle

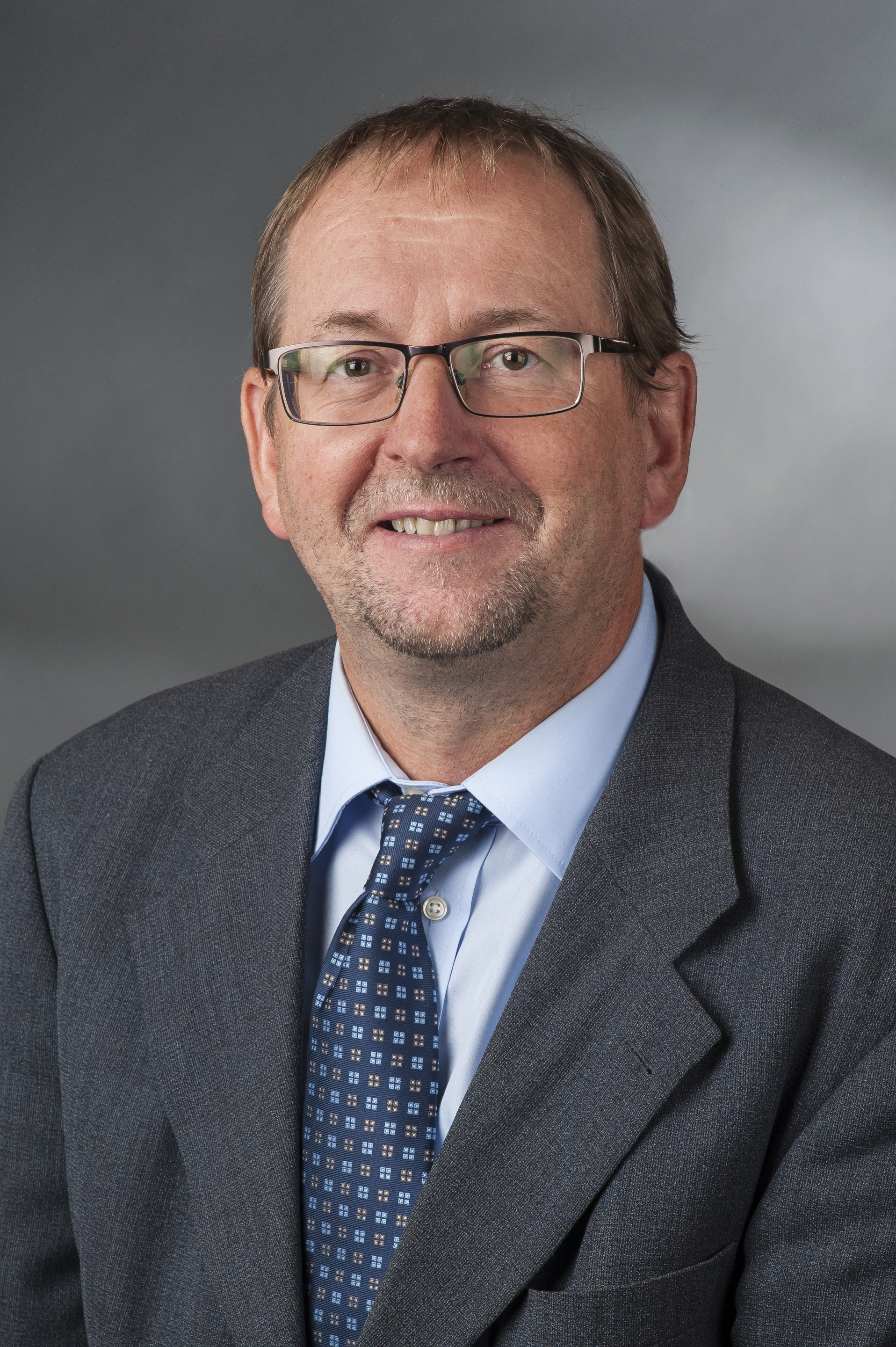
Richard Pitterle (2014)

Richard Pitterle (* 2. März 1959 in Most, Tschechoslowakei) ist ein deutscher Politiker (BSW, früher Die Linke) und war von 2009 bis 2017 Mitglied des Deutschen Bundestages.

## Leben
Pitterle siedelte im Alter von elf Jahren in die Bundesrepublik Deutschland um und wurde in Sindelfingen wohnhaft. Nach Ablegung des Abiturs am Gymnasium in den Pfarrwiesen Sindelfingen studierte er Rechtswissenschaften an der Universität Tübingen. Seit 1990 arbeitet Pitterle als Rechtsanwalt in Stuttgart; seit 2003 ist er Fachanwalt für Arbeitsrecht.
Pitterle wurde mit 15 Jahren Mitglied in der Vereinigung der Verfolgten des Naziregimes – Bund der Antifaschistinnen und Antifaschisten (VVN/BdA). Dort war er von 1975 bis 1990  Kreisvorsitzender und Mitglied des Landesvorstands. Er wirkte in der Böblinger Friedensvereinigung sowie der Friedensgruppe EntRüstung mit.

## Politischer Werdegang
Im Dezember 1990 trat Pitterle der Partei des Demokratischen Sozialismus (PDS) bei. Von 1991 bis 1998 war er Schatzmeister des PDS-Landesverbands Baden-Württemberg, von 1998 bis 2005 hatte er dieselbe Funktion in der baden-württembergischen Rosa-Luxemburg-Stiftung inne, deren Gründungsmitglied er ebenfalls war. Mit Gründung des PDS-Kreisverbands Böblingen 1998 wurde Pitterle Mitglied des dortigen Vorstands, dem er seit 2002 vorsaß. Mit der Fusion der PDS mit der WASG im Juni 2007 wurde er ebenfalls Kreisvorsitzender des Kreisverbands Böblingen der Partei Die Linke.
Bei den Kommunalwahlen im Juni 2009 und Mai 2014 wurde er in den Gemeinderat der Stadt Sindelfingen gewählt.
Bei den Bundestagswahlen 2009 und 2013 zog Richard Pitterle über die Landesliste Baden-Württemberg in den Deutschen Bundestag ein. Bei der Bundestagswahl 2017  und der Bundestagswahl 2021 schaffte er aufgrund eines schlechten Listenplatzes keinen erneuten Einzug in den Bundestag.
Pitterle trat am 16. Juli 2024 aus der Partei Die Linke aus und trat in die Partei Bündnis Sahra Wagenknecht ein.

## Abgeordneter
Er war in der 17. Legislaturperiode des Deutschen Bundestags ordentliches Mitglied im Finanzausschuss und stellvertretendes Mitglied im Ausschuss für Recht und Verbraucherschutz und dort zuständig für Insolvenzrecht und Wirtschaftsrecht.
In der 18. Legislaturperiode des Deutschen Bundestags setzte er seine Arbeit im Finanz- und Rechtsausschuss fort und wurde zusätzlich zum Mitglied im Vermittlungsausschuss und im Wahlausschuss zur Wahl (seit 2015 zum Wahlvorschlag an das Plenum) der Hälfte der Richter des Bundesverfassungsgerichts.
Er war steuerpolitischer Sprecher seiner Fraktion sowie stellvertretender Vorsitzender der Deutsch-Tschechischen und der Deutsch-Slowakischen Parlamentariergruppe.